# Locust Manor

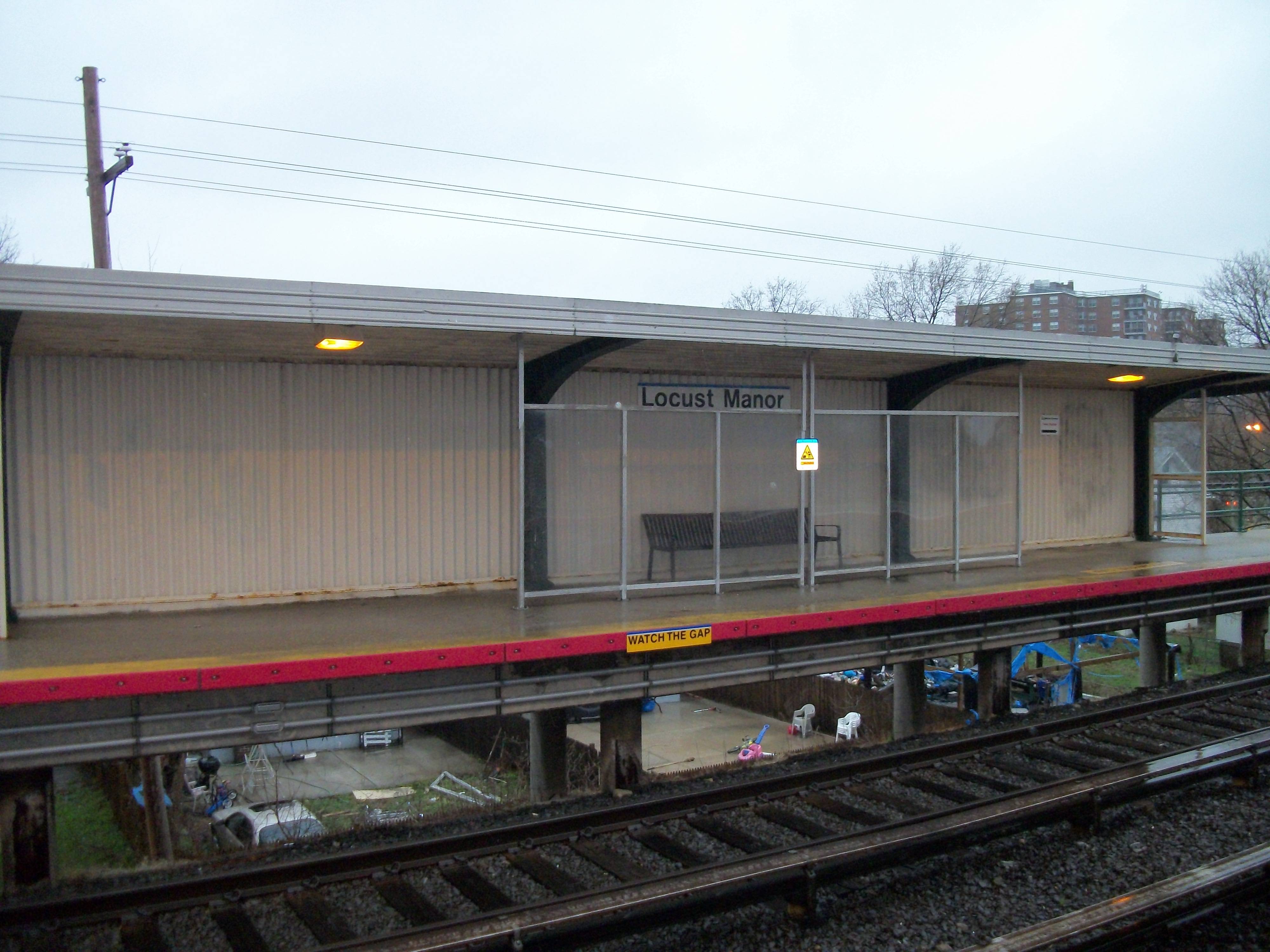
Bahnhof von Locust Manor

Locust Manor ist ein Stadtviertel im Südosten des Stadtbezirks Queens, New York City, der für seine ruhige Wohnatmosphäre, und seine gute Anbindung an die New Yorker Innenstadt bekannt ist. Der Musiker James Brown wuchs in Locust Manor auf.

## Etymologie
Der Name „Locust Manor“ stammt vermutlich von einem lokalen Farmer aus dem 18. Jahrhundert, der auf seinem Land zahlreiche Robinien („locust trees“) pflanzte, was zum prägenden Merkmal der Gegend wurde. Archäologische Untersuchungen bestätigen diese frühe landwirtschaftliche Nutzung der Fläche.

## Geografische Lage
Locust Manor liegt im südöstlichen Queens. Die Grenzen verlaufen im Norden entlang der Baisley Boulevard bis Irwin Place, im Osten entlang der Gleise der Long Island Rail Road bis 121st Avenue und Farmers Boulevard, im Süden entlang des North Conduit Boulevard und im Westen entlang des Guy R. Brewer Boulevard bis 137th Avenue und Bedell Street. Das Viertel grenzt an Jamaica, South Jamaica und Rochdale Village.

## Geschichte
Ursprünglich als „Locust Grove“ bekannt, blieb das Gebiet bis ins frühe 20. Jahrhundert weitgehend unbebaut. Die Entwicklung setzte in den 1920er und 1930er Jahren ein, als viele Bewohner aus Brooklyn günstigeren Wohnraum suchten. Viele Häuser entstanden im Tudorstil, was bis heute das Straßenbild prägt. Ein bedeutender Teil der Geschichte ist die Jamaica Race Course, eine Pferderennbahn, die von 1903 bis 1959 auf dem Gebiet von Locust Manor betrieben wurde, bevor sie dem Bau von Rochdale Village wich.
In den letzten Jahren entstanden mehrere größere Wohnprojekte, darunter die Locust Manor Estates, eine Reihe von 14-stöckigen, staatlich geförderten Wohnhäusern, die auf mehreren Grundstücken an der Locust Manor Lane errichtet wurden.

## Demografie
Locust Manor ist ein überwiegend ruhiges, von Familien bewohntes Viertel mit einer vorwiegend afroamerikanischen und afro-karibischen Mittelschicht. Die Nachbarschaft gilt als überdurchschnittlich einkommensstark und weist eine der niedrigsten Kinderarmutsraten in den USA auf. Die Bebauung besteht hauptsächlich aus Ein- und Mehrfamilienhäusern sowie kleinen Apartmentgebäuden, viele davon aus der Zeit zwischen 1940 und 1969.

## Infrastruktur
Locust Manor ist durch die Locust Manor Station der Long Island Rail Road direkt mit Manhattan verbunden. Zu den wichtigsten Naherholungsgebieten zählt der Baisley Pond Park mit Teich, Sportanlagen und Spazierwegen. Die Versorgungslage ist durch kleinere Geschäfte, Supermärkte und Gastronomie im Viertel sowie durch das benachbarte Jamaica gesichert.

## Bedeutende Persönlichkeiten
James Brown, der „Godfather of Soul“, wuchs hier auf.